# Stipa nitida
Stipa nitida är en gräsart som beskrevs av Victor Samuel Summerhayes och Charles Edward Hubbard. Stipa nitida ingår i släktet fjädergrässläktet, och familjen gräs. Inga underarter finns listade i Catalogue of Life.